# Gare de Sanya
La gare de Sanya (chinois simplifié : 三亚站 ; pinyin : sānyà zhàn) est une gare ferroviaire située dans le bourg de Jiyang (zh), dans le centre urbain de la ville-préfecture de Sanya, ville-préfecture située dans le Sud de la province et île du Hainan, en République populaire de Chine. Elle a été ouverte en 2005. Elle est notamment desservie par les lignes LGV périphérique Est de Hainan et LGV périphérique Ouest de Hainan longeant les bords de l'île jusqu'à Haikou, au Nord de l'île.

## Situation ferroviaire
La LGV périphérique Est de Hainan qui longe la côte Ouest de l'île, permet de rejoindre l'aéroport international de Sanya Phénix (code IATA : SYX • code OACI : ZJSY) longe la côte ouest et se termine à Haikou au nord de l'île. La LGV périphérique Est de Hainan, permet également de rejoindre l'aéroport international de Haikou-Meilan (code IATA : HAK • code OACI : ZJHK), à Meilan, près de Haikou. Elles ont toutes les deux pour terminus la gare de Haikou.

## Histoire
L'ancienne gare de Sanya a ouvert en 1960, c'est alors la gare la plus au sud de la Chine.

## Galerie

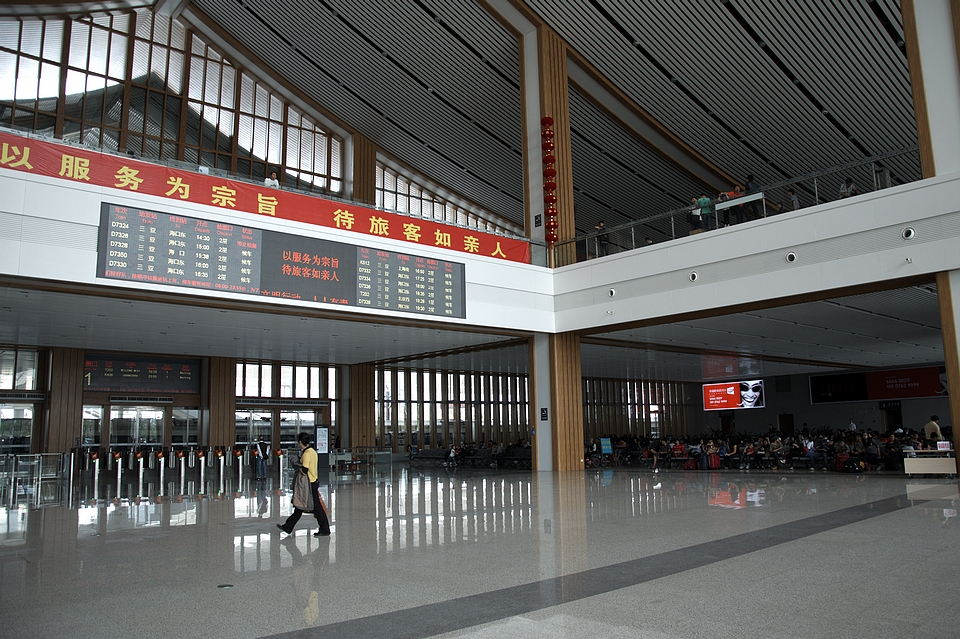
Salle d'attente
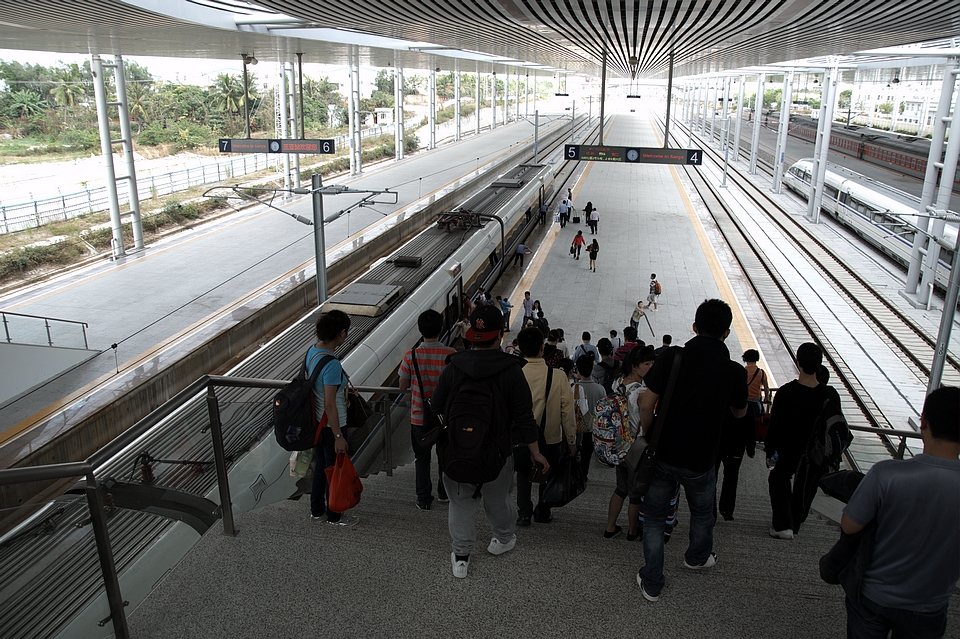
Quais de la gare
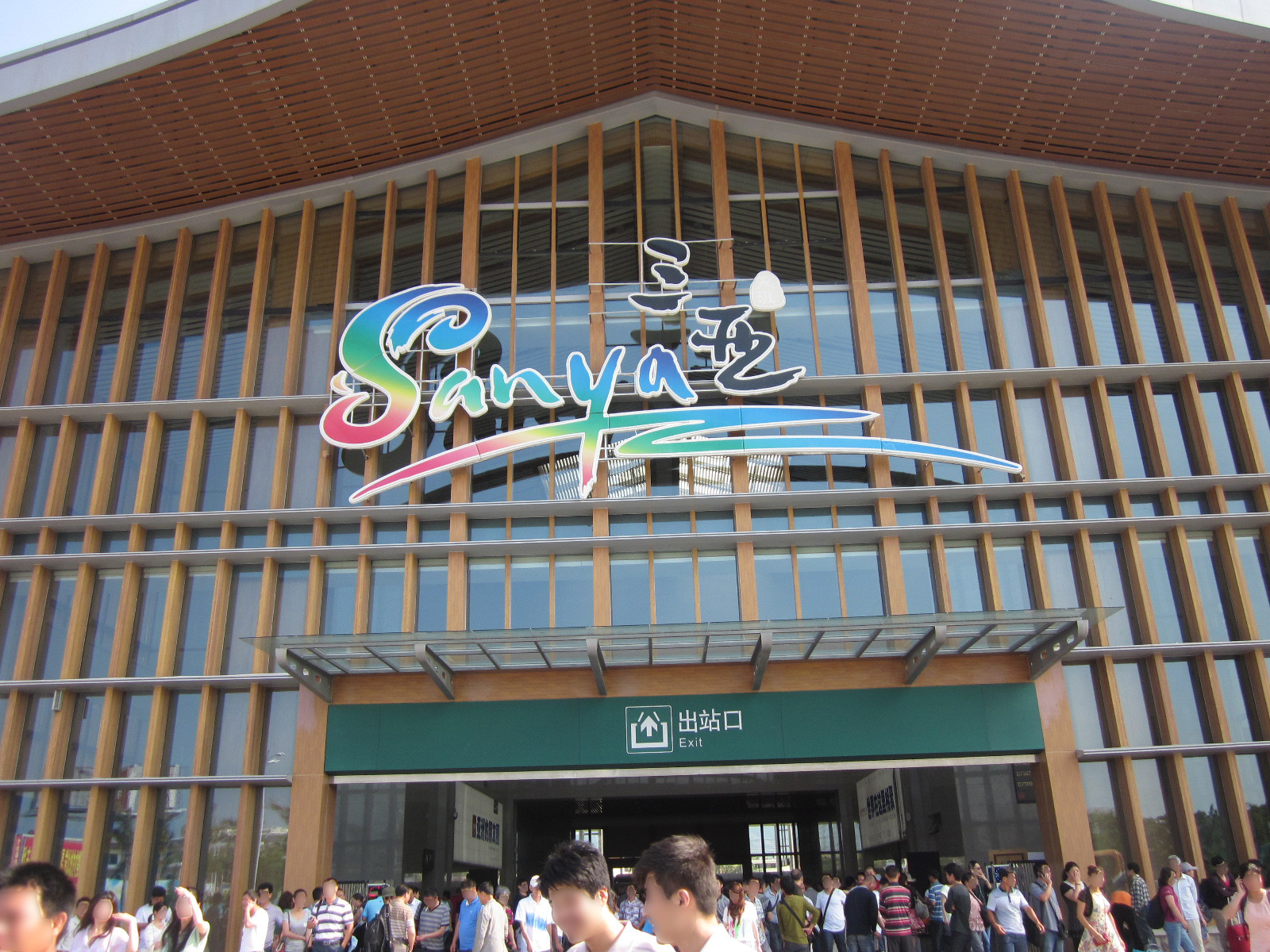
Sortie
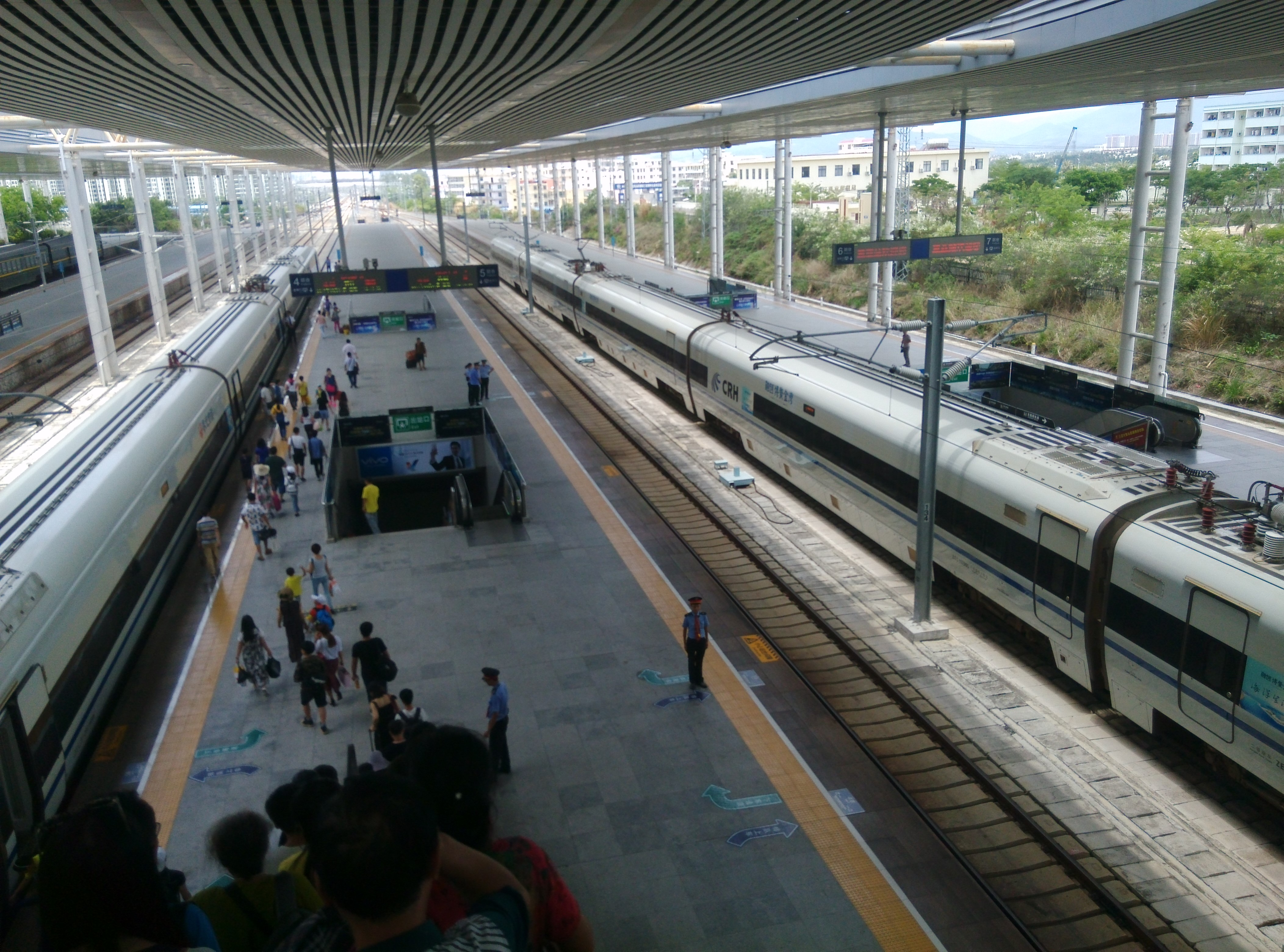
Trains à grande vitesse sur les quais